# Yesterdays (dal)
A Yesterdays egy kislemez és egyben a harmadik dal a Guns N’ Roses Use Your Illusion II albumáról. A dalt Axl Rose, West Arkeen, Del James és Billy McCloud írta. A szám szerepelt a 2004-ben megjelenő Greatest Hits válogatásalbumon. A Billboard Hot 100 listán a 72. helyezésig jutott.

## Videóklip
A videot fekete-fehér kamerával filmezték, a klipben a banda egy üres raktárban játszik, miközben különböző bevágásokat láthatunk a koncertekről, még az Use Your Illusion Turné kezdetén. A klip szerepelt a Welcome to the Videos DVD-n is. Egy másik verziót is csináltak, ahol a banda csak a raktárban játszik. Slash mindkét verzióban egy "Hol van Izzy?" feliratú pólót visel, mivel a gitáros Izzy Stradlin jóval a video forgatása előtt elhagyta a bandát.

## Közreműködők
- Axl Rose – ének, zongora, producer
- Slash – gitár, ritmusgitár, producer
- Izzy Stradlin – ritmusgitár, producer
- Duff McKagan – basszusgitár, producer
- Matt Sorum – dob, producer
- Dizzy Reed – orgona, producer